# الدوري الإنجليزي الممتاز 2001–02

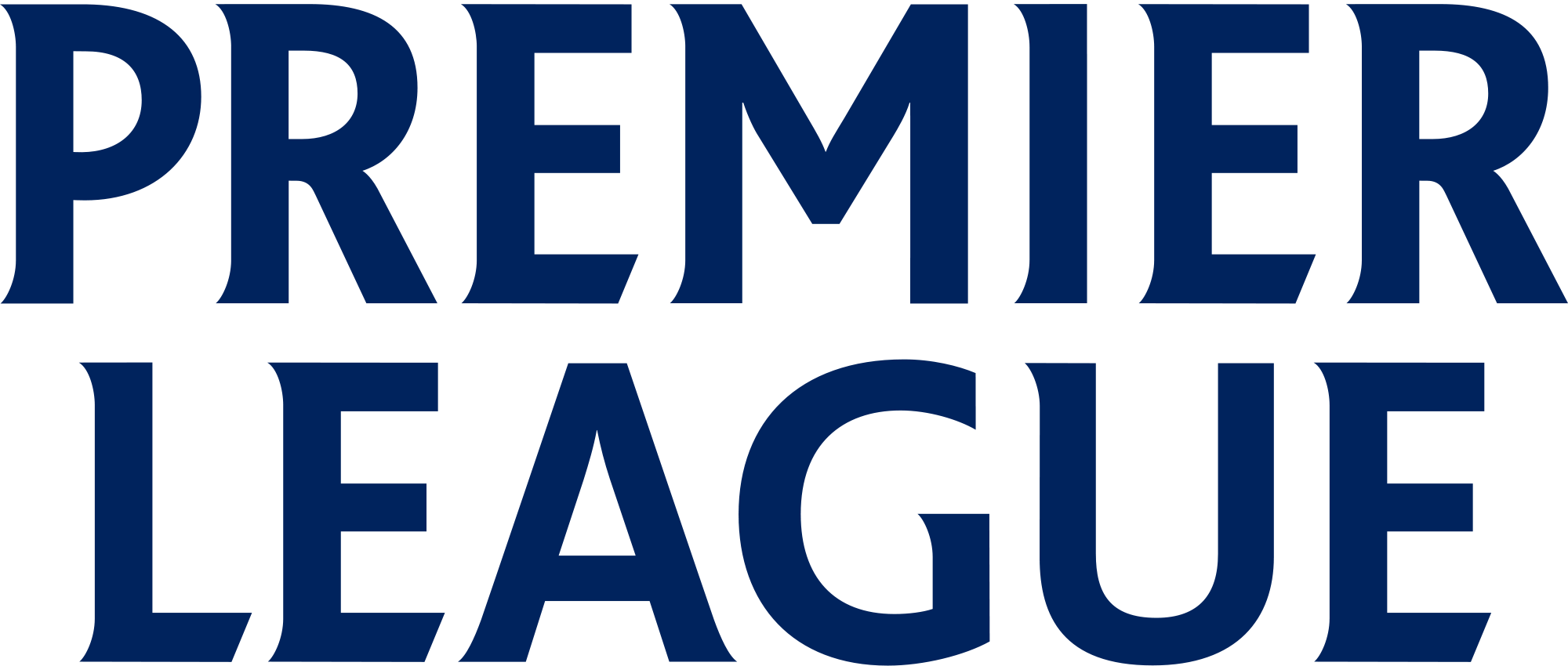
شعار الدوري

الدوري الإنجليزي الممتاز 2001–02 (بالإنجليزية: 2001–02 FA Premier League)‏ هو موسم من الدوري الإنجليزي الممتاز. أقيم خلال الفترة 18 أغسطس 2001 وحتى 11 مايو 2002، وفاز فيه نادي أرسنال.